# 火柴盒

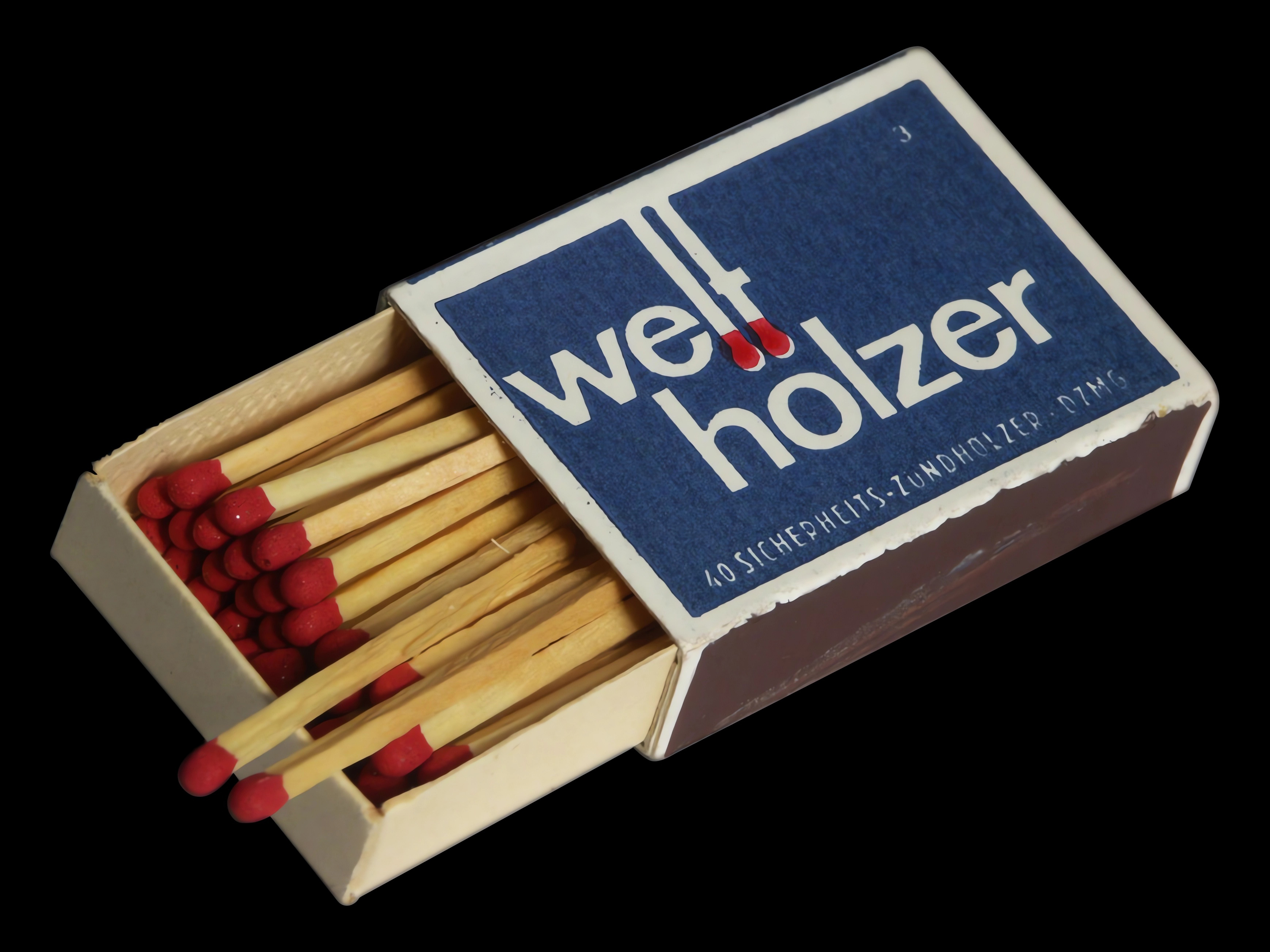
火柴盒

火柴盒是一個紙板做的小盒子，包含了一定數量的火柴, 並有一個粗糙的引人注目的表面上的外觀。火柴鬆散地包裝在火柴盒中。
火柴的外部通常印有製作人的徽標，通常帶有藝術裝飾，或作為廣告宣傳媒介，用於銷售或贈送的企業。製作不同形狀的火柴盒的便利性也使它們成為非常受歡迎的廉價促銷品或週年紀念品。
火柴盒的製造在20世紀40年代和50年代達到頂峰，然後由於可以使用一次性打火機和各種反吸煙健康運動而穩步下降。最近，火柴盒已經開始重新獲得一些作為“復古”廣告項目的受歡迎程度，特別是在高端餐廳。
雖然紙質火柴在19世紀80年代獲得專利，但早期的紙質火柴“文件夾”於1892年9月獲得專利，由費城專利律師Joshua Pusey撰寫。然而，我們所知的火柴書幾週後被萊巴嫩賓夕法尼亞的查爾斯鮑曼獲得專利。Pusey挑戰了Bowman的專利，但Bowman的專利得到了維護。Pusey於1896年將他的專利賣給了Diamond Match Trust，然後擔任該公司的專利律師。鮑曼的公司，賓夕法尼亞州黎巴嫩的美國安全頭匹配公司並沒有持續多久，而Diamond Match Co.將他的設計融入他們的產品中，成為第一個紙質火柴盒的大規模生產商。

## 火柴盒
安全火柴只能貼在箱子上擦絲器表面的力被點燃，火柴盒曾經非常普遍，但隨著廉價打火機的出現，使用率下降。

### 專利
US Patent 483,166 Flexible Match patent, 27 September 1892 - set of 2 match combs shown enclosed folding paper match cover.

### 引用
1. ↑  Heron, Katrina. . The New York Times. October 20, 2009  [31 July 2010]. （原始内容存档于2019-07-16）.
2. ↑  . Under the Influence with Terry O'Reilly (CBC Radio). June 17, 2012  [2018-09-17]. （原始内容存档于2014-02-23）.
3. ↑  . Google.com.   [2012-10-30].